# 拾屯街道
拾屯街道，是中华人民共和国江苏省徐州市铜山区下辖的一个乡镇级行政单位。2021年3月11日，将铜山区拾屯街道划归鼓楼区管辖。

## 行政区划
拾屯街道下辖以下地区：
杨东村、杨西村、周屯村、吴屯村和薛桥村。